# Amyema hexameres
Amyema hexameres är en tvåhjärtbladig växtart som först beskrevs av Danser, och fick sitt nu gällande namn av B.A. Barlow. Amyema hexameres ingår i släktet Amyema och familjen Loranthaceae. Inga underarter finns listade i Catalogue of Life.